# Вулиця Хмільова
Вулиця Хмільова — вулиця у Шевченківському районі міста Львова, місцевість Замарстинів. Сполучає вулиці Шполянську та Уманську.

## Історія та забудова
Вулиця виникла на початку XX століття у складі села Замарстинів. До 1931 року отримала офіційну назву Ламана, у 1934 році перейменована на Повойову. У 1946 році, вже за радянських часів отримала назву Хмельова, уточнену 1993 року на сучасний варіант — Хмільова.
З непарного боку вулиця забудована одноповерховими садибами, с парного боку розташований лише один будинок — житлова дев'ятиповерхівка.